# Yoshinori Suematsu

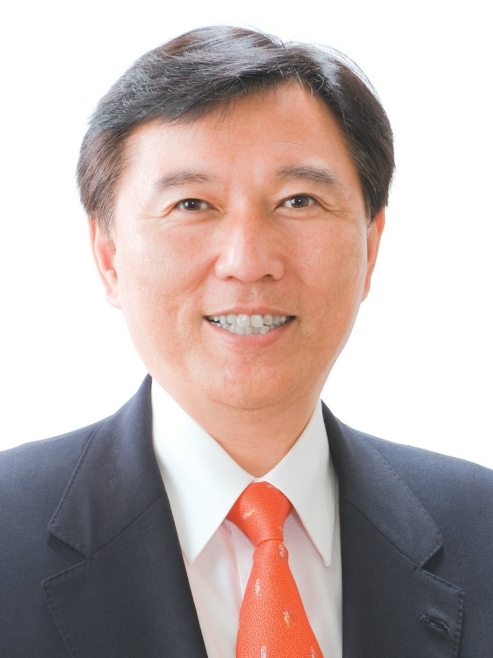
Yoshinori Suematsu

Yoshinori Suematsu (jap. 末松 義規 Suematsu Yoshinori; * 5. Dezember 1956 in Kitakyūshū, Präfektur Fukuoka) ist ein japanischer Politiker und Abgeordneter im Shūgiin, dem Unterhaus des nationalen Parlaments, aus der Präfektur Tokio. Seit 2017 gehört er zur Konstitutionell-Demokratischen Partei (KDP). Von 2010 bis 2012 war er Staatssekretär und Berater des Premierministers für die Kabinette Kan und Noda.
Suematsu wurde nach Abschluss seines Studiums an der betriebswirtschaftlichen Fakultät der Hitotsubashi-Universität 1980 Beamter im Außenministerium. 1986 absolvierte er ein Graduiertenstudium an der Princeton University. 1994 verließ er das Ministerium und kandidierte als Unabhängiger bei der Bürgermeisterwahl in der Stadt Chōfu im Westen der Präfektur Tokio, unterlag aber Amtsinhaber Katsuyuki Yoshio. Bei der Shūgiin-Wahl 1996, der ersten nach neuem Wahlrecht, trat er im neuen Einzelwahlkreis Tokio 19 im Westen der Präfektur Tokio in der politischen Heimat Naoto Kans für die gerade gegründete Demokratische Partei an und gewann gegen Kōichirō Watanabe (NFP, später DPJ, Ozawa-Gruppe, zuletzt KDP) und vier weitere Kandidaten. Den Wahlkreis konnte er danach dreimal gewinnen, nur beim LDP-Erdrutschsieg 2005 unterlag er Yōhei Matsumoto (LDP, Ibuki-Faktion), wurde aber über den Verhältniswahlblock Tokio wiedergewählt.
Bereits ab Ende der 1990er Jahre übernahm Suematsu Stellvertreterposten in Gremien des Parteivorstands, 2006 war Suematsu in Ichirō Ozawas zweitem Schattenkabinett „nächster Umweltminister“. Ab 2002 war er außerdem Generalsekretär des Präfekturverbands Tokio der Demokratischen Partei. Im September 2010 berief ihn Naoto Kan bei einer Kabinettsumbildung als Fukudaijin ins Kabinettsbüro. 2011 wurde er unter Kans Nachfolger Yoshihiko Noda zunächst Berater des Premierministers, 2012 erneut Staatssekretär.
Bei der Shūgiin-Wahl 2012 verlor Suematsu seinen Wahlkreis erneut an Yōhei Matsumoto und verfehlte angesichts des insgesamt schlechten Abschneidens der Partei auch eine Wiederwahl im Block Tokio, errang mit seiner relativ knappen Wahlkreisniederlage (sekihairitsu 80,3 %) aber den 4. Listenplatz und war der erste potentielle Nachrücker der Demokraten im Block Tokio. Auch 2014 verlor er den Mehrheitswahlkreis relativ knapp (sekihairitsu 81,3 %) und war im Verhältniswahlblock als 5. auf der demokratischen Liste der zweite potentielle Nachrücker.
Für die Shūgiin-Wahl 2017 schloss er sich wie Naoto Kan der KDP an, er unterlag Matsumoto noch knapper (sekihairitsu 94,0 %), und gewann als zweitbester Wahlkreisverlierer einen der vier KDP-Sitze bei der Verhältniswahl in Tokio. 2021 setzte er sich knapp gegen Matsumoto durch und verteidigte den Sitz 2024.